# Dealing with Disaster in Japan
『Dealing with Disaster in Japan』（ディーリング・ウィズ・ディザスター・イン・ジャパン）は、カーディフ大学で日本研究の講師を務めるクリストファー・P・フッド(Christopher P. Hood)によって2011年に書かれた、ラウトレッジの出版による英文書籍。副題が「Responses to the Flight JL123 Crash」で、1985年に起きた日本航空123便墜落事故に関する、英語で書かれた唯一の本（2011年時点で）となっている。この本は日航機墜落事故とその社会的余波について議論しており、JAL123便への対応を他の事故と比較・対比している。本書の購読層は日本や航空機事故に関心のある人々であるが、研究者のほか一般読者も対象としている。

## 背景
フッドは本書の執筆以前、英国人のJAL123便事故被害者キンブル・マシューズ(Kimble Mathews)の父親であるピーター・マシューズ(Peter Mathews)を招いて、学生を対象に講演させたことがあった。フッドの言によると、マシューズの証言に感情的な反応を覚えたため、この事故を研究すると決心したのだという。ピーター・マシューズは1985年に撮影された写真や日記をフッドに提供した。この事故に関する情報は日本語のものがほとんどだったが、日本国外からもこの事故に多くの関心が寄せられていたため、フッドはこの本を執筆した。

## 内容
本書は5部構成で、9つの章がある。
フッドは「御巣鷹巡礼」の写真を約100枚撮影した。いくつかの写真は2010年に撮影されたものと表示され、1枚が2009年の写真と表示されている。他の写真には日付の記載がない。
この本には、犠牲者のリストが日本語と英語で掲載されている。各ページの下部余白に故人の名前が数名ずつあるので、そのリストは本をまたがるように広がっている。大阪大学の大谷順子は、その名前の並びは「人命が失われたことを思い出させるために」使われたもので、「これは非常に効果的な情報の見せ方で、人命損失の重みと、本書が暗に語ろうとしている人間悲劇がうまく表現されている」と述べている。

## 評判
テンプル大学ジャパンアジア研究学科ディレクターのジェフ・キングストンは、ジャパンタイムズへの寄稿で『Dealing with Disaster in Japan』が「長く記憶に残るサガ（長編の叙事伝）」を「鮮やか」に記述した「素晴らしい本」だと書いた。
大谷は「本書が、日本の災害研究はもちろん、日本史や、社会的・集団的記憶の問題に関連するほかの研究分野においても、古典の一つになると私は確信している」と結論付けた。